# ジェットセットラジオ
『ジェット セット ラジオ』（JET SET RADIO）は、セガより発売されたアクションゲーム、またはそのシリーズ、または同シリーズ内における架空の海賊ラジオ放送番組のことである。略称はJSR。
ラインナップは以下の通り。
- ジェット セット ラジオ
  - デ・ラ・ジェット セット ラジオ
- タイピングジェット
- ジェット セット ラジオ フューチャー

## 概要
ストリート文化のアンダーグラウンドな側面がテーマで、実在の首都圏を参考にして構築された架空世界トーキョーを舞台にしたステージをスケートシューズで走行し、指定された場所でグラフィティ（落書き）を描いて行くゲームである。ケーサツやライバル（他のグループ）の妨害を回避して、グラフィティでストリートを埋め尽くすことを目標とする。なお、ゲーム冒頭で現実におけるグラフィティ行為は犯罪行為となりうることを警告している。
ポップカルチャーの中でもストリート系を基調としており、グラフィティを筆頭に、演出や背景音楽、グラフィックも全てストリート系に統一されている。BGMは架空のラジオ放送である「ジェット セット ラジオ」にて、ディスクジョッキーがノンジャンル・ノンストップで音楽をかけ続けるという設定になっている。曲は長沼英樹などが手がけている。
2000年当時としては珍しいトゥーンレンダリング技術のゲームへの応用による、ポップなアニメのようなグラフィックが特徴である。セガは本シリーズ内におけるこの技術を"マンガディメンション"と呼んでいる。

## ジェット セット ラジオ
『ジェット セット ラジオ』は、ジェット セット ラジオシリーズの1作目である。
Electronic Entertainment Expo の「2000 ゲーム・クリティック・アワード」でのベスト・オブ・コンソール部門では最優秀賞を受賞し、同時にベスト・オブ・アクション部門でも最優秀アクションゲーム賞を受賞した。その他にも細かい物を含めると10程度の様々なゲームの賞を獲得している。
2012年にはデ・ラ・ジェット セット ラジオをベースとしたHD画質対応版がPlayStation 3、Xbox 360、PlayStation Vitaの3機種にて配信が開始された。また、同時にiOSとAndroid端末向けにも配信された。日本ではiOS版に2012年12月20日、Android版は2013年1月30日、PlayStation 3、Xbox 360、PlayStation Vitaの3機種は2013年2月20日に配信開始した。
なおiOS版及びAndroid版はiOS 8/Android 5.0への互換性に問題があった影響で両方の配信を停止している。再開の目処はたっていない。
2023年2月7日をもって、Xbox 360向けストアでの配信・販売の終了を予定している。

### モード
ストリート
基本となるストーリーモードを含むモード。ストーリーを進めるとトライアルモードで遊べるようになる。
グラフィティ
ゲーム中で使うグラフィティを選択するモード。グラフィティはゲーム中で入手する他、オリジナルグラフィティを作成することもできる。また、ドリームキャスト版ではメモリーカードに保存されているJPEG形式の画像も使用可能。メモリーカードにJPEG形式の画像を保存するには、『ドリームパスポート』などでインターネットに接続し、ウェブサイトなどから画像を保存する必要がある。
また、PlayStation Vita、iOS、Android版では搭載カメラで撮影した画像をグラフィティとして使うことができる。
インターネット
ドリームキャスト向けWebブラウザ『ドリームパスポート』の一部機能が制限されたバージョンを起動するモード。以前は、ジェット セット ラジオ公式ホームページでトライアルモードのランキング登録・閲覧が可能だった。これは、ゲーム内からインターネットに接続し、公式ホームページにアクセスしてゲームのセーブデータをアップロードすることで参加が可能というもの。また、自作したグラフィティをアップロードしたり、他のプレイヤーがアップロードしたグラフィティをメモリーカードにダウンロードしたりすることも可能だった。
HD版ではオンラインランキングや、機種によりトロフィー、実績などを閲覧できる。
システム
ストーリーモードやトライアルモードのステージスコア確認などができるモード。

### プレイヤーキャラクター
ストーリーモードを進めることで、徐々にプレイヤーキャラクターが増えていく。キャラクターは以下の3タイプに大別される。
ビートタイプ：最もバランスの取れたタイプで、癖の少ないキャラクターが多い。持てるスプレーの数は20本。
ガムタイプ：グラフィティを描いた時の点数が高いが、コマンドが複雑で持てるスプレーの数は15本と最も少なく、スタミナも低いので上級者向け。
コーンタイプ：グラフィティコマンドが易しく、スプレーの数は30本と全タイプ中最大だがその分点数が低い。テクニックが高いのでトリックで点数を稼ぐタイプ。
ビート
17歳男性。
身長:167　charactor:不良　favorite:レコード　type:ビート
本作の主人公。ヘッドフォンと緑のサングラスが特徴。チュートリアルでガムとコーンの課題をクリアし、GGに加入する。性格は不良とあるが、デ・ラで追加されたムービーを見る限りは普通の青年。
シブヤチョウのジェットクラッシュとデ・ラのコンボ加入時のレースでも登場。
ガム
17歳女性。
身長:165　charactor:あまのじゃく　favorite:チューインガム　type:ガム
GG初期メンバーの一人。頭をすっぽりと覆うヘッドギアと運動するとパンチラする程の超ミニ丈のワンピースが特徴。あまのじゃくと言われているが、ビート同様本編ではあまりうかがえない。
コガネチョウのジェットクラッシュとデ・ラのキューブ加入時のミッションでも登場。
コーン
16歳男性。
身長:162　charactor:天才　favorite:キャップ　type:コーン
GG初期メンバーの一人。深くかぶったニット帽とたらこ唇が特徴。経緯は不明だがガムとGGを結成し、シブヤチョウを縄張りとしている。
ベンテンチョウのジェットクラッシュで登場。
コンボ
23歳男性。
身長:193　charactor:狂暴　favorite:BIGサイズな物 type:ビート
巨体で￥の大きいネックレスと担いでいるラジカセが目立つ。GGの中では最年長。パワーは全キャラ中最高だが小回りが効きにくい。デ・ラではキューブと共に海外の街『グラインドシティ』から来た設定に変更され、EDもプロフェッサーKではなく彼が喋っている。
ガラム
19歳男性。
身長:175　charactor:短気　favorite:ケンカ　type:コーン
虫のようなサングラスをかけ、スキンヘッドに上半身裸と中々強烈な見た目のキャラ。他のメンバーは服やスケートに名前を入れているが、唯一上半身裸なので腰にタトゥーとして入れている。
ビス
16歳女性。
身長:158　charactor:へそ曲がり　favorite:お金　type:ビート
小柄でおかっぱ頭と少女らしい服とヘッドフォンと紺色と水色のタイツが特徴。小回りの利くキャラだが、ビートタイプの中でパワーは最も低い。
キューブ
20歳女性。
身長:168　charactor:クール　favorite:ガイコツ　type:ビート
腹に刺青とドクロのベルトをしているのが特徴。性能はビート同様バランスが取れているが、同タイプの他キャラよりスプレーを5本多く持てる。デ・ラではコンボ同様グラインドシティからやってきてGGに加入し、衣装も黒のノースリーブに変更されている。
ヨーヨー
16歳男性。
身長:160　charactor:ウソつき　favorite:偽物のブランド　type:ガム
GG男性陣の中では一番背が低い。黄緑のフードに赤いサングラスをかけている。ベンテンチョウのレースに勝利すると加入。
通常キャラの中ではガムタイプの中でパワーが最も低いので上級者向け。エアーはフロント・バック・ハーフパイプ含め全て回転系。
シュガー
21歳女性。
身長:166　charactor:ルーズ　favorite:辛いもの　type:ガム
ドレッドヘアーと赤いゴーグルに白いツナギが特徴。シブヤチョウのレースで勝利すると加入。
ガムタイプ最高のパワーで、同タイプの他キャラで厳しいステージでも活躍出来る。
ソーダ
19歳男性。
身長:185　charactor:冷酷　favorite:パズル　type:コーン
鶏の鶏冠のような髪と黄色いゴーグルが特徴。GGのキャラの中では持てるスプレーの数が最多の40本。専用エアー『カラテ』はキックで、ターンを入れた『カラテ180』では回し蹴りになる。

### 敵キャラクター
ポイズンジャム
favorite:ホラービデオ type:ビート
コガネチョウを本拠地とするライバルチーム。半魚人（?）のマスクが特徴。トーキョー中を「恐怖」で埋め尽くそうと目論んでいるものの、頭が悪いため、美女をさらうがマネキンだったなどという間抜けさぶりがコメディと化している（無論、本人たちは気づいていない）。後に六角グループに洗脳され、マスクが外されヘルメットを被った姿で再登場する。
ノイズタンク
favorite:ケミカルフード type:ビート
ベンテンチョウを本拠地とするライバルチーム。顔全体をマスクで覆い、特殊なメガネで暗闇の中を行動する。カラダに仕掛けたテープレコーダーで、街のノイズを収集している。電気機械の知識で街中の電気施設を利用し、人々をパニックに陥れようとしている。ポッツを誘拐してメカに改造する。
ラブショッカーズ
type:コーン
GGが本拠地とするシブヤチョウを狙う女性ライバルチーム。失恋の痛手から狂気に陥り、愛という名のつくものすべてを否定し、関わるものに絶望をもたらす。シブヤチョウのアベック誘拐事件の裏で、糸を引いていたというウワサもある。ストーリーモードの序盤から彼女たちと戦うこととなる。
ケーサツ(警察)
オニシマ警部
身長152　favorite:タバコと酒
汚れたコートに背が低く、リーゼントの様な髪型が特徴の警部。ガキ(特にビート等)が嫌いなのか容赦なく、ゴム弾を発砲したり、たかが子供1人にジエータイや特殊部隊、ヘリコプター、戦車を呼ぶなど、型破りかつ、破天荒な行動をする悪徳警官（本来、現実の警察には身長制限があり、男性の身長は160cm以上であるが、低身長であるオニシマが何故、警察官になれたのかは不明）。警察署では、彼の事を「鬼のオニシマ」と呼ばれている。弱点は背中であり、ラクガキをすると「クソー!」と言って悔しがる。また、彼はタバコと酒だけで一週間生きられるらしい。
警官
オニシマ警部の部下。白い防弾チョッキを着ている。ラクガキをしているビート達に容赦なく、飛び掛かってくる。倒す事ができない。
白バイク
オニシマ警部の部下。バイクを乗ってビート達を追いかけて来る。ウィリー走行しながら攻撃して来る事もある。
キドータイ(機動隊)
オニシマ警部が呼んだ特殊部隊。催涙弾を撃ってビート達を鎮圧しようとする。
ジエータイ（自衛隊）
オニシマ警部が呼んだ自衛隊。マシンガンを持って発砲したり、さらには、ヘリコプターや戦車を使うなど現実にはあり得ない行動をする。
ヘリコプター
ジエータイのヘリコプター。ミサイルを発射したりする。弱点はヘリコプターの正面であり、ラクガキをすると墜落する（ただし墜落すると巻き添えになるので、注意が必要）。
戦車
ジエータイの戦車。戦車砲を撃って攻撃してくる。
ドーベルマン
オニシマが放ったドーベルマン。噛まれると離れない。
六角グループ
六角ゴウジ
type:ガム
六角グループの会長。トーキョーの街を牛耳っている。地域活性化や生活向上等のトーキョー未来都市プロジェクト「六角プロジェクト2000」を企てているが、本性は殺し屋の部下を呼んだりする冷酷な男。GGが書いたグラフィックに全てポスターを貼るが、ラクガキされ、最終的にはビート達と戦う。弱点が頭であり、ビート達にラクガキされ、奈落の底へと堕ちた。電話の会話では日本語で話すが、デ･ラでは英語で話す。ちなみに、デ･ラでは、ある条件を満たすとゴウジを使用する事ができる。
金のサイエージェント
六角グループ直属の殺し屋グループ。様々なタイプが存在しており、徒歩タイプのノーマル戦闘員「金のサイ戦闘員」、スナイパータイプの「スナイパー戦闘員」、火炎瓶で攻撃する「殺し屋1号バクダン大元帥」、飛行タイプの「殺し屋2号ロケット参謀」、火炎放射器を使う「殺し屋3号ファイアー将軍」、大柄な体格の「カイリキ戦闘員」、デ・ラにて登場する鞭を使う戦闘員、電気を使う戦闘員などが登場している。

### その他
プロフェッサーK
身長:185 声 - ビリー・ブラウン
トーキョーのストリートを中心とする海賊ラジオ番組「ジェットセットラジオ」のカリスマ的DJ。トーキョー在住13年。スーパーアフロドレッドヘアーが特徴。国籍不明の毒舌ラップ、クレイジーDJプレイが若者に支持されている。トーキョーについて知らないことはなく、裏情報まですべて握っている。彼の存在については謎が多い。
同作品のコンセプトデザイナー、植田隆太によると映画バニシング・ポイントに登場するDJ、スーパー・ソウルがモデルである事を明言している。
ポッツ
type:コーン
GGのマスコット的存在の犬。序盤のコガネチョウのイベント後、ノイズタンクにさらわれ改造されてしまうが、デ・ラではある条件を満たすと2本脚で動き使用可能となる。
コイン
コンボ、キューブとともにグラインドシティでチームを組み、台頭してきた金のサイのグラフィティを気にかけていたが、「トーキョート」「JET SET RADIO」などと書かれた意味深なグラフィティを残し忽然と姿を消してしまう。

### ステージ
舞台はアジアの架空都市トーキョート。大きく分けてシブヤチョウ・コガネチョウ・ベンテンチョウの3つの街が登場し、各ストーリーはその街の中の一部のエリアを攻略していく。
シブヤチョウ
若者向けの繁華街。時刻は昼間。
コガネチョウ
住宅街および工業地帯。時刻は夕方。
ベンテンチョウ
飲み屋が多い商店街。時刻は夜間。

### グラフィティコンテスト
HD対応版の発売にあわせ、アメリカ及びイギリスにてグラフィティコンテストが開催された。1200通以上の応募が集まり、18作品が入賞した。応募作品および入賞作品はセガ・オブ・アメリカの公式サイト、公式flickrにて閲覧する事ができる。

## デ・ラ・ジェット セット ラジオ
『デ・ラ・ジェット セット ラジオ』は、『ジェット セット ラジオ』のパワーアップバージョンである。基本的なゲーム内容は『ジェット セット ラジオ』に準ずるが、2ステージ・8ミッションが追加され、エネミー・グラフィティソウル・BGMも追加された。『JSR』ではトーキョーのみでストーリーが展開されたが、追加された2ステージは海外が舞台となる。また、ゲーム中のBGMを聞くRADIOモードやプラクティスモードも新たに用意された。
当初はセガのドリームキャストダイレクト（後のセガダイレクト。2008年4月3日にサービス終了）による通信販売専用ソフトとして「開発チーム入魂 オリジナルデザインTシャツ」が同梱されたバージョンが販売されたが、発売とともに品切れとなり、ユーザからの声が数多く寄せられたため、2001年10月18日にDD専売版の販売を終了し、同日よりTシャツを同梱しないソフト単品版が一般販売店で販売された。

## タイピングジェット
『タイピングジェット』は、出題される言葉を素早く入力し、追っ手から逃れることを目的とするタイピングゲームである。

## ジェット セット ラジオ フューチャー
『ジェット セット ラジオ フューチャー』は、ジェット セット ラジオシリーズの2作目である。日本でのxboxローンチタイトルであり、セガのXbox参入タイトル第1弾。
ブーストダッシュなどの新しいアクションが追加され、操作方法も若干変更された。また、最大4人までの多人数対戦プレイができるようになった。
Xboxにはウェブブラウザが搭載されていないため、前作のように好きな画像を保存してグラフィティとして使用することはできない
1作目からストーリーや世界観が違うため、前作のキャラクターは本作に登場しているが設定が異なる。

### キャラクター
ビート
初代と攻略本とジャケットに飾っている主役。ヘッドフォンと緑のサングラスが特徴。今作品は途中、GGの新メンバーとして加入する。
ガム
白と青緑を基調とし、胸の谷間が露出した超ミニ丈のワンピースというセクシーな衣装に身を包んでいる。
コーン
ニット帽の形がコーンの形に近くなった。
ヨーヨー
黄緑の髪と水色のパーカーに黒のハーフパンツが特徴。「ヨゥ」が口癖。今作品では最初にプレイするキャラクター。途中、GGから離れ、一時プレイできなくなるが、後でGGに戻り、再びプレイできる。
ガラム
本作ではタンクトップを着用している。
リズ
前作にあたる「ビス」。背中が露出し、ブラジャー型の胸当てを装着している。
コンボ
前作に出てきた黒人男性。頭部が変更された以外は黒のランニングとパンツにデカイ￥マークのネックレスが特徴。今作品では、なぜか犬（ポッツ）嫌いになっている。
キューブ
前作に出てきた白人女性。黒い髪に黒い服に黒のハーフパンツが特徴。前作では、コンボの仲間でGGのメンバーであったが、今作品では、なぜかポイズンジャムのリーダーになっている。また、彼女はラピッド99の元リーダーだったらしい。
ブギィ
前作にあたる「シュガー」。外見のスタイルが大幅に変更され、金髪でオレンジの服が特徴。
ソーダ
本作では濃い青緑の上着と黄緑色のパンツを履いている。
クラッチ
今作品の新メンバー。赤い髪に赤い上着に灰色のパンツが特徴。「はっはっは」が口癖。CHAPTER7にGソウルを40個以上持っていた場合、ソウルを奪って逃げる。捕まえれば仲間になる。
ジャズ
今作品の新メンバー。白髪に黒の上着に白のパンツと長い黄色のマフラーが特徴。 CHAPTER6以降、万博スタジアム予定地に彼女がいる。レースで勝てば仲間になる。

### 敵キャラクター
ある条件を満たすとライバルチームのキャラを使用する事ができる。
ハヤシ警部
今作品に出てくる警部。前作のオニシマと比べ、色白で面倒臭がりで、些細な事ですぐにキレ、銃を乱射したり、パトカーをオシャカにしたり、戦車や戦闘機、果ては超巨大ロボットを使うなど、オニシマを凌駕する程の型破りな人物。ミントキャンディーが好物。度々朝食を食べ忘れるらしい。
GGを捕まえられなかったとして、最終的に六角ゴウジにより解任される。
ケーカン（警官）
ロッカクケーカンの警察官。ビート達を捕まえる為、飛び掛かったりする。今作品はケーカンを倒す事ができ、体当たりして転んだ所にグラフィティで倒せる。ただし、スピードが遅いと捕まれてしまう為注意が必要。
武装ケーカン
武装している警察官。通常のケーカンとは違い、体当たりしても転ばない。ブーストダッシュで体当たりすればグラフィティで倒せる。
ポイズンジャム
前作に出てきた半漁人の様なチーム。リーダーがキューブになっている。魚人スーツに黒のオーバーオールに毒が書いてあるのが特徴。今作品にはマスクを取る事ができない。トーキョー地下下水施設に生息（?）する怪物マスクチーム。下水施設最深部に漂う廃棄汚染物質によって、 体質が変化したという話もある。ラピッド99とは犬猿の仲らしい。
ノイズタンク
前作に出てきたハイテクチーム。外見が大幅に変更されロボットとなっている。
ラブショッカーズ
前作に出てきた女性チーム。今作ではラピッド99が登場しているためか、出番がCHAPTER5のみとなっている。
ラピッド99
今作品に出てくる新たな敵。黒のシャツに、青緑に赤ラインブルマ、網タイツが特徴。元々はガールズパンクバンド「ラピッド」だったが、バンドのウケの悪さから活動を停止。現在は99番街をナワバリとするラピット99として活動する。彼女たちは魚類が嫌いで、ポイズンジャムとは犬猿の仲らしい。
イモータルズ
今作品に出てくるライバルチーム。ミイラ姿が特徴。高層ビル群にあるファラオパークを本拠地としている。ノイズタンクの下っ端。
ドゥームライダーズ
今作品に出てくるライバルチーム。ヘルメットに赤いマフラーが特徴。CHAPTER5以外は出番がない。
NT-3000
ヨーヨーの様なロボットで深緑のパーカーに黒のハーフパンツが特徴。NT-3000でヨーヨーに話しかけると、「オレがホントのニセモノだヨゥ!」と言うセリフがある。ストーリー上、正体はノイズタンク。
ゼロビート
ゴウジが作ったビートをイメージしたコピー。体が黒く、目が青いのが特徴。SSを履いていない為、ブーストダッシュを使うと腰の穴から炎が出る。
金のサイエージェント
前作とは外見が変わり、黒い帽子に黒いコートが特徴。マシンガンを常備している。着ぐるみで偽装している者もいる。
アーム少佐
六角グループ幹部の一人。機械の様な、腕が伸びるロングアームが特徴。
ファイア参謀
六角グループ幹部の一人。女性で火炎放射器を装備している。
六角ゴウジ
前作同様、トーキョーを支配する「六角グループ」の会長。前作より貫禄が増している。トーキョーの産業を支配し頂上に上り詰めた。市長に上り詰めた彼はケーサツを買収、六角グループに都合の悪い、全てを統制する六角法を制定させ恐怖政治を敷いた。
終盤から世界にアピールするため、シブヤターミナルに巨大な塔「ロモゲ・ヘモ・ビリ・ホ・パン」を設置し、特殊な光線で人々を洗脳しようと企むが、塔の異空間に飲み込まれ、GGたちとの最終決着で敗北し、塔もろとも消滅する。
アクム
異空間での暴走したゴウジの姿。頭部以外はもはやロボットに近く、背中に太陽の様なオブジェクトを掲げている。

### その他
プロフェッサーK
前作同様、トーキョーのストリートを中心とする海賊ラジオ番組「ジェットセットラジオ」のカリスマ的DJ。前作に比べて、黒髪の部分が銀髪になっている。
終盤、六角グループのヘリコプターにより、生放送を行いながら放送室ごと誘拐されるが、すぐに解放される。
ロボィ
GGのサポートロボット。口が悪いのが特徴。ノイズタンクのプロトタイプらしく、コーンが拾ってきて修理したのが1号で、条件を達して操作出来るほうは2号らしい。
ポッツ
前作同様、GGのマスコット的存在の犬。今作も条件を満たせば2本脚で動き使用可能。

## Jet Grind Radio
『Jet Grind Radio』は、北米でのみ販売されたゲームである。日本での販売予定はない。内容は『デ・ラ・ジェット セット ラジオ』と同様である。

## 備考
- ゲームの起動時には、「グラフィティ行為は刑法260条・261条（建造物等損壊罪・器物損壊罪）により罰せられる可能性がある」という注意文が表示される。
- 北米では『Jet Grind Radio』というタイトルとなっている。欧州では日本同様『Jet Set Radio』である。
- 海外版のCMは前半は日本語で劇中のアイテム等の説明、後半は英語でゲームの説明だった。
- 本作を題材にしたパチスロ機も登場した。パチスロ機についてはジェットセットラジオ (パチスロ)を参照のこと。
- ダウンロード版は12歳以上対象年齢になっている。